# جمعية حماة اللغة العربية
جمعية حماة اللغة العربية هي جمعية مصرية تأسست عام 2000[بحاجة لمصدر] بناءًا على مقترح من الباحث في اللغة العربية حسن يوسف البرديسي، كان يرأسها الإعلامي المصري طاهر أبو زيد مهمتها الحفاظ على اللغة العربية والوقوف أمام الغزو الثقافي للحضارات الغربية، الذي يؤدي إلى تآكل اللغة العربية داخل المجتمع المصري.
وتبدو جهودها محدودة نوعًا ما بسبب قلة الموارد؛ نظرًا لاعتمادها على الجهود الذاتية للأعضاء، وعدم لجوئها للتمويل الخارجي أو التبرعات.